# Provincia de José María Avilés
La provincia de José María Avilés (también llamada simplemente provincia Avilés) es una provincia del departamento de Tarija, al sur de Bolivia, su capital provincial es la localidad de Uriondo. Cuenta con una población de 20.271 habitantes (según el Censo INE 2012).
Limita al oeste con el departamento de Potosí, al suroeste con la República Argentina, al sur con la provincia de Arce, y al norte con las provincias de Cercado y Méndez.

## Historia
El 8 de diciembre de 1574, la región del valle fue bautizada con el nombre de «Valle de Nuestra Señora Inmaculada de la Santísima Virgen de la Concepción», a mediados a mediados del siglo XIX se creó la «Provincia de Concepción».
Posteriormente, en 1880, durante el gobierno de Narciso Campero, se le cambió el nombre a la provincia por el de provincia de Avilés. Esto fue en honor al guerrillero que nació en Tojo el 7 de abril de 1784, el general de brigada José María Avilés, quien durante las guerras de independencia hispanoamericanas luchó inicialmente como realista, luego como independentista en el combate de Guerra Guaico, el 14 de octubre de 1816, batalla de Tarija que se libró el 14 y el 15 de abril, también en combates que se libraron en Concepción, Padcaya y Bermejo. Se presume que luchó en las campañas de la Confederación Perú-Boliviana al mando del Batallón 1º en las batallas de Yanacocha, Uchumayo y Socabaya. Falleció en Lima, Perú el 27 de noviembre de 1838.

## Demografía
De acuerdo con el censo boliviano de 2024, la población de la provincia de José María Avilés es de 20 717 habitantes.
La población de la provincia ha aumentado más de una cuarta parte en las últimas tres décadas:
| Año  | Habitantes | Fuente |
| ---- | ---------- | ------ |
| 1992 | 16 210     | Censo  |
| 2001 | 17 504     | Censo  |
| 2012 | 20 234     | Censo  |
| 2024 | 20 717     | Censo  |

## División administrativa
La provincia de José María Avilés está compuesta de dos municipios:
1. Uriondo
2. Yunchará